# Teralatirus
Teralatirus là một chi ốc biển, là động vật thân mềm chân bụng sống ở biển trong họ Fasciolariidae.

## Các loài
Các loài trong chi Teralatirus gồm có:
- Teralatirus cayohuesonicus (Sowerby III, 1879)[2]
- Teralatirus ernesti (Melvill, 1910)[3]
- Teralatirus funebris (Preston, 1907)[4]
- Teralatirus noumeensis (Crosse, 1870)[5]